# Дјуртјули
Дјуртјули (рус. Дюртюли) град је у Русији у Башкортостану.

## Становништво
| 1959. | 1970.  | 1979.  | 1989.  | 2002.  | 2010.  |
| ----- | ------ | ------ | ------ | ------ | ------ |
| 4.744 | 14.264 | 19.646 | 25.264 | 29.984 | 31.274 |